# تاريخ الحكم المحلي في إنجلترا
شهد تاريخ الحكم المحلي في إنجلترا تغييرًا وتطورًا تدريجيًا منذ العصور الوسطى. لم تمتلك إنجلترا أبدًا دستورًا رسميًا مكتوبًا، ونتيجة لذلك يستند النظام الإداري الحديث (والنظام القضائي) إلى سابقة قانونية، وهو مشتق من السلطات الإدارية الممنوحة (عادة من قبل التاج الملكي) للأنظمة القديمة، مثل تلك الخاصة بالمقاطعات.
يمتد مفهوم الحكم المحلي في إنجلترا إلى تاريخ إنجلترا الأنجلوسكسونية (في الفترة من 700-1066 ميلادية)، وتستمد بعض جوانب نظامها الحديث بشكل مباشر من هذه الفترة. خاصة النموذج الذي يجب تطبيقه لإدارة المدن الحضرية والريفية بشكل منفصل. يمكن النظر إلى النظام الإقطاعي الذي أدخله النورمان والذي استمر لقرابة 300 عام في هذا السياق، على أنه «ومضة عابرة» قبل ظهور الأنماط السابقة للإدارة.
استدعت الزيادة الهائلة في عدد السكان، وتغير توزيع السكان بسبب الثورة الصناعية إصلاحًا جذريًا مشابهًا في الإدارة المحلية في إنجلترا، وهو ما تحقق تدريجيًا طوال القرن التاسع عشر. انقضى جزء كبير من القرن العشرين في محاولة البحث عن نظام مثالي للحكم المحلي. كان التغيير الأكثر شمولًا في هذه الفترة هو قانون الحكم المحلي لعام 1972، الذي أدى إلى إدخال نظام موحد من مستويين للمقاطعات والأحياء في عام 1974؛ ثم أدت المزيد من الموجات الإصلاحية إلى النظام الأكثر تجانسًا القائم حاليًا.

## أصول الحكم المحلي في إنجلترا
يُستمد معظم الهيكل الأساسي للحكم المحلي في إنجلترا مباشرةً من مملكة إنجلترا (التي أصبحت جزءًا من مملكة بريطانيا العظمى عام 1707، ثم جزءًا لاحقًا من المملكة المتحدة). لذا هناك جوانب من النظام الإداري الحديث لا تُشارَك مع البلدان الأخرى المكونة للمملكة المتحدة، وهي اسكتلندا وويلز وأيرلندا الشمالية.
كانت مملكة إنجلترا في الأصل امتدادًا لتوسع مملكة وسكس السكسونية إلى مناطق أخرى، إذ حلت محل الممالك السابقة لمرسيا ونورثمبريا ومملكة شرق أنجليا، ووحدت الشعوب الأنجلوسكسونية ساكني الجزر البريطانية. لذا فإن بعض العناصر الأساسية للحكم المحلي الحديث مستمدة من نظام وسكس العتيق.

### الحكم المحلي الأنجلوسكسوني (700-1066 م)
قُسمت مملكة وسكس في عام 790 م إلى وحدات إدارية تُعرف بالمقاطعات. حكم كل مقاطعة إلدورمان (الكبير)، وهو نبيل عظيم من وسكس عينه الملك. دُمج مصطلح إلدورمان (بمعنى «الرجل الأكبر سنًا») تدريجيًا مع الكلمة الاسكندنافية يارل (لقب بمعنى زعيم مهم)، ليشكل كلمة «إيرل» الحديثة. ومع ذلك، لا توجد مقارنة بين المقاطعات وبين المدن التي حكمها الإيرل في وقت لاحق، ولم يُحتفظ بنموذجها من الإلدورمان لاحقًا.
استمرت مقاطعات وسكس القديمة تلك حتى يومنا هذا، إذ أصبحت مقاطعات تابعة لإنجلترا (المقاطعات الاحتفالية حاليًا). مثل ديفونشير (ديفون)، سومرست، دورست، ويلتشاير، وهامبشاير. عندما غزت وسكس المملكتين الصغيرتين في جنوب إنجلترا وهما مملكة كنت ومملكة ساسكس، أُعيد تشكيلهما ببساطة لتصبحا مقاطعتين (تعرف المقاطعتان حاليًا باسم كنت وساسكس على التوالي).
عندما سيطرت وسكس على مناطق أكبر من مرسيا وشرق أنجليا ونورثمبريا تدريجيًا، قُسمت الأراضي الجديدة إلى مقاطعات سُميت عادةً على اسم البلدة الرئيسية في المقاطعة الجديد؛ ومن هنا جاءت أسماء مقاطعات نورثامبتونشير، أكسفوردشير، ديربيشاير. ترجع معظم المقاطعات التاريخية في إنجلترا (والمقاطعات الاحتفالية الحديثة) جنوب نهري المرزي والهمبر مباشرة إلى هذه الفترة.
هناك مسؤول مهم آخر في المقاطعات وهو الشاير ريف (مأمور المقاطعة)، ومن هنا اُشتق مصطلح شريف الأكثر حداثة. كان الشاير ريف مسؤولًا عن الحفاظ على القانون، وتنظيم المحاكم المدنية والجنائية في المقاطعة. يعتبر مكتب الشريف هامًا في بعض البلدان الناطقة باللغة الإنكليزية (مثل الولايات المتحدة) حتى اليوم، ولكنه يعد الآن دورًا شرفيًا في إنجلترا.
كان النظام الأنجلوسكسوني مختلفًا تمامًا عن الأنظمة اللاحقة للحكم المحلي فيما يخص التقسيمات الأصغر تحت مستوى المقاطعات. قُسمت المقاطعات إلى عدد غير محدود من الهاندريدز (أو الوابينتيكز في المقاطعات الدانيلوية وهم يوركشاير، ديربيشاير، ليسترشير، نورثامبتونشير، نوتنغهامشير، روتلاند، ولنكولنشاير). تتألف كل هاندرد من عشر مجموعات تتكون من عشر أسر. كونت كل مجموعة من عشر أسر عشيرة، وامتلكت كل أسرة فدانًا من الأرض. كان الفدان وحدة جائرة من الأرض اُعتبرت قادرة على إعالة أسرة واحدة، لذا فإن حجمها يختلف من أسرة إلى أخرى. وهكذا كان نظام الهاندرد بالكامل مرنًا للغاية، ويختلف بالتغيرات السكانية.
قاد كل هاندرد «رجل الهاندرد»، وكان لديهم محاكم «هاندردية» خاصة بهم. كان أعضاء الهاندرد (أو العشائر) مسؤولين بشكل جماعي عن سلوك كل فرد، لذا أصبحت مسؤولية تطبيق العدل لا مركزية وترجع إلى الناس أنفسهم. اُستخدمت الهاندرد كوحدات إدارية لتنشئة الجيوش وجمع الضرائب وغيرها من الأمور.

### الاحتلال النورماندي (1066-1100)
أحدث غزو النورمان لبريطانيا عام 1066 العديد من التغييرات في الإدارة المحلية للبلاد، ولكنهم احتفظوا ببعض الجوانب. كان أحد أكبر التغييرات إدخال نظام إقطاعي صارم من قبل النورمان. على الرغم من أن المجتمع الأنجلو ساكسوني كان إقطاعيًا في الأساس، كان النظام النورماندي أكثر صرامة ومركزية وشمولًا. إذ ادعى وليام الفاتح الحيازة الكاملة لكل الأراضي في إنجلترا تقريبًا، وأكد على حقه في التصرف فيها كما يراه مناسبًا. ومن تلك اللحظة، اعتبرت كل تلك الأراضي «مقبوضة» من الملك. قُسمت البلاد إلى إقطاعيات وزعها ويليام بين أتباعه. كانت الإقطاعيات بشكل عام صغيرة ووزعت تدريجيًا، لمنع تابعي ويليام من تملك قواعد قوة كبيرة.
أصبح النظام الأنجلوسكسوني أقل أهمية وذلك بسبب أن كل إقطاعية كانت محكومة بشكل أو بآخر بشكل مستقل عن بعضها من قبل اللوردات الإقطاعيين. وبرغم ذلك، استمر هذا النظام مستخدمًا. ظلت المقاطعات (التي أطلق عليها النورمان اسم «الأقاليم»، على غرار النظام المستخدم في فرنسا في العصور الوسطى) التقسيم الجغرافي الرئيسي لإنجلترا. أعاد النورمان تنظيم المقاطعات شمال نهر الهمبر لتشكيل إقليم كبير جديد، وهو إقليم يوركشاير. لا يبدو أن بقية شمال إنجلترا كانت تحت سيطرة النورمان مباشرة بعد الغزو. إذ إنه عندما سيطر النورمان على بقية إنجلترا، أعادوا تشكيلها أيضًا في شكل أقاليم جديدة (مثل لانكشر ونورثمبرلاند) في الفترة التي أعقبت الغزو النورماندي مباشرة، واستمرت الهاندرد أيضًا كوحدة إدارية رئيسية. في كتاب ونشيستر (دوميزدي) وهو عمل بيروقراطي نورماني عظيم، يُنفذ التعداد على كل المقاطعات والهاندرد. أصبحت الهاندرد في هذا الوقت -إن لم يكن من قبله بالفعل- وحدات أرض ثابتة، لأن الطبيعة الأكثر مرونة للنظام الأصلي لم تتوافق مع النظام الإقطاعي الصارم للنورمان. على الرغم من استمرار تغير حجم وعدد الهاندرد بعد كتاب دوميزي، فقد أصبحوا أقسامًا إدارية أكثر ديمومة بدلًا من تجمعات الأسر.

### فترة العصور الوسطى المبكرة (1100-1300)
ظلت الإدارة المحلية خلال فترة العصور الوسطى في الأساس في قبضة الأرستقراطيين الإقطاعيين، الذين أداروا الشؤون داخل إقطاعياتهم. قلل استعباد السكان من قبل النظام النورماندي من أهمية الهاندرد كوحدات اجتماعية ذاتية التنظيم، إذ إن القانون لم يُفرض من سلطة عليا، بالإضافة إلى شل الحركة السكانية. أصبحت الوحدة الاجتماعية الأساسية البديلة هي الأبرشية أو العزبة أو البلدية.
ظلت المقاطعات مهمة كأساس للنظام القانوني. ظل الشريف المسؤول القانوني الأول في كل مقاطعة، وامتلكت كل مقاطعة في نهاية المطاف نظامها القضائي الخاص (الجلسات الربعية). على الرغم من استمرار استخدام محكمة الهاندرد لحل النزاعات المحلية، فإن أهميتها قد تضاءلت. ظهر نظام جديد في عهد هنري الثالث وإدوارد الأول وإدوارد الثاني. عُين الفرسان في كل مقاطعة كمحافظين على الأمن فيها، حيث طُلب منهم المساعدة في الحفاظ على أمن الملك. ومُنحوا في نهاية الأمر الحق في إجراء المحاكمات في الجرائم الصغيرة التي كانت تُجرى سابقًا في محكمة الهاندرد. كان هؤلاء الضباط طلائع محاكم الصلح وقضاة السلم المعاصرين.